# 宿場一夜夢街道

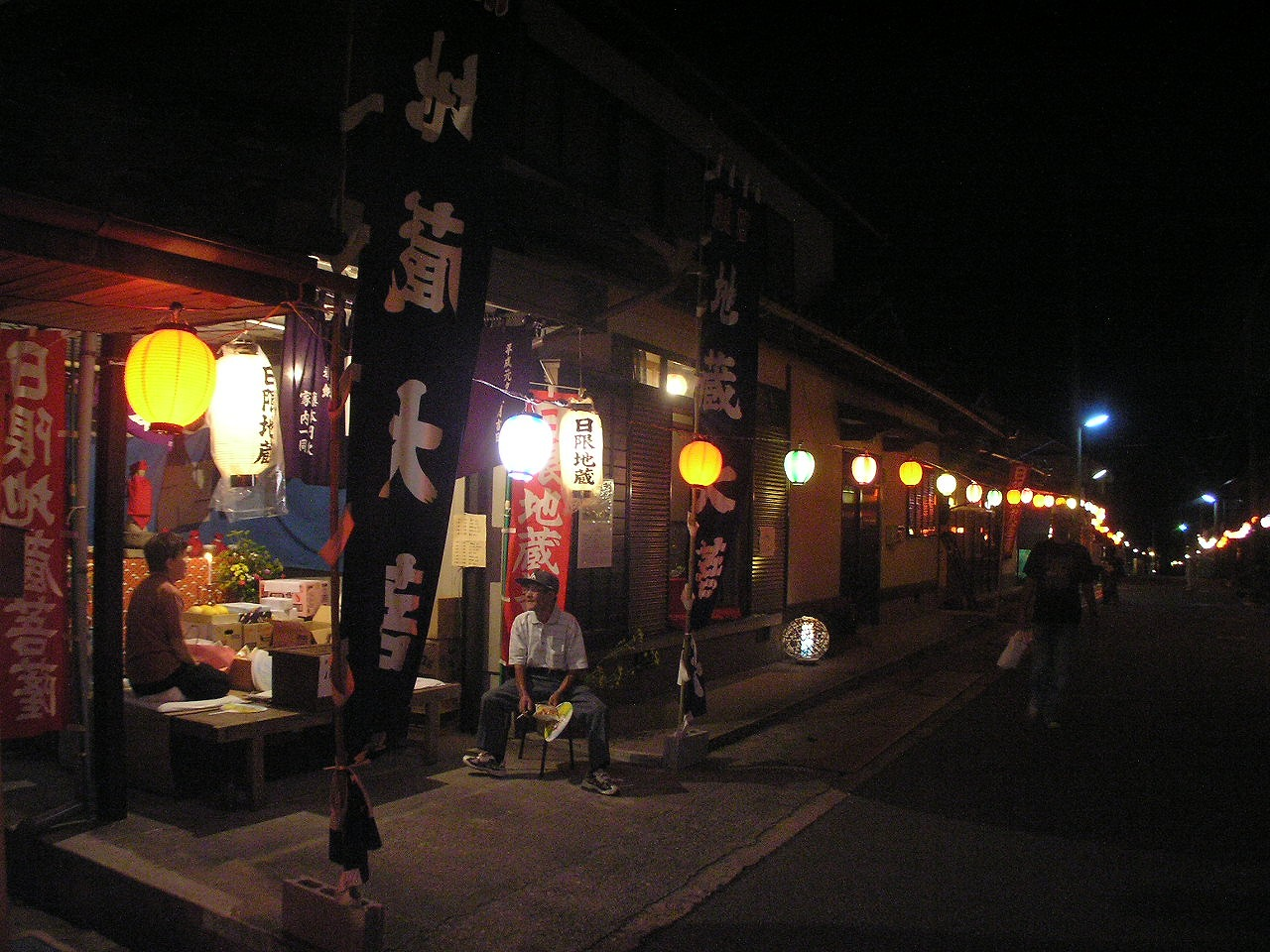
宿場一夜夢街道 2008年

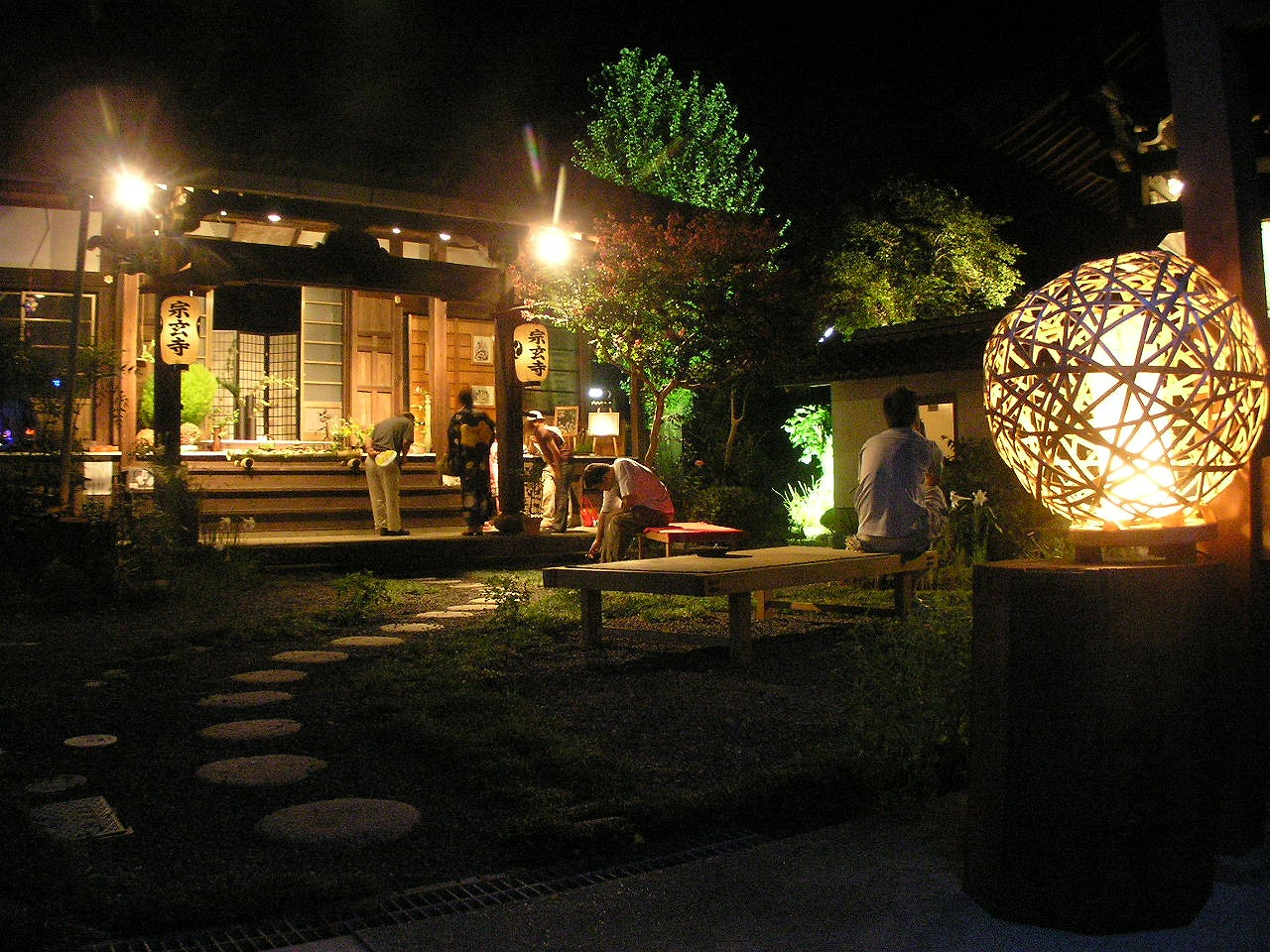
宿場一夜夢街道の夜の宗玄寺

宿場一夜夢街道（しゅくばいちやゆめかいどう）は、丹波篠山市古市で行われる祭り。2008年からは兵庫県の「パワーアップ事業」の補助を受け、隣の地区である波賀野新田と共催し行われる。

## 概要
地蔵盆の時期にあわせ、古い宿場町の面影を残す丹波篠山市古市の旧街道沿いや地区内に色とりどりの提灯、灯篭、竹の行灯「たんころ」をはじめ様々な灯りを点し各所見どころをライトアップし、幻想的風景を浮かび上がらせ、また家々の軒先に風鈴をつるすなどして音と光のコラボレーションを演出。200年以上前に途絶えた「古市焼」の再現が地元住民の手による60個の風鈴によっても行われる。また、一般家屋内や商店の内部にて地元伝統工芸品や手芸品、絵画などの展示即売も行われる。赤穂浪士ゆかりの、至心山宗玄寺の境内も会場となり、様々な演出が見られ、周辺には夜店なども出店される。
古市駅前では、やくらが組まれデカンショ節をはじめとする踊りが行われ祭り気分を盛り上げる。

## 交通アクセス
- JR福知山線古市駅下車徒歩2分。